# Brejinho (Rio Grande do Norte)
Brejinho, município no estado do Rio Grande do Norte (Brasil). De acordo com estimativas realizada pelo IBGE (Instituto Brasileiro de Geografia e Estatística) no ano 2024, sua população era de 12.603 habitantes. Área territorial de 61.559 km². Foi emancipado de Santo Antônio através da Lei nº 2.833, de 21 de março de 1963.
Acredita-se que o nome do local tenha origem nos pequenos brejos que constituem a geografia do local. Segundo Câmara Cascudo, Brejinho era chamado primeiramente de Abrejava, nome do olho d'água que formava os brejos. Mas, por ser pequeno, passou a ser conhecido definitivamente como Brejinho. Situado no agreste, desde início o povoado se destacou no setor agrícola, na produção de coco, cana-de-açúcar, frutas tropicais e mandioca (principalmente a produção de sua farinha, conhecida em todo o estado). Sua padroeira é Nossa Senhora das Dores.

## Geografia
Na atual divisão territorial do Brasil feita pelo Instituto Brasileiro de Geografia e Estatística (IBGE), vigente desde 2017, Brejinho pertence às regiões geográficas intermediária e imediata de Natal. Até então, na divisão em mesorregiões e microrregiões que vigorava desde 1989, o fazia parte da microrregião do Agreste Potiguar, dentro da mesorregião homônima. Está a 55 km da capital potiguar, Natal, e a 2 386 km da capital nacional, Brasília. Sua área territorial é de 61,559 km² (0,1166% da superfície estadual), dos quais 2,7031 km² em perímetro urbano. Limita-se com os municípios de Monte Alegre (norte), Jundiá (leste), Passagem (sul), Santo Antônio e Lagoa de Pedras (oeste).
O relevo local está inserido na depressão sublitorânea, com terrenos de transição entre os tabuleiros costeiros e o Planalto da Borborema, apresentando altitudes de até duzentos metros. Geologicamente, o município pertence, em sua maior parte, ao Grupo Barreiras, caracterizado pela presença de sedimentos de arenito e siltito e rochas do período Terciário Superior, cobertas localmente pelas paleocascalheiras ou coberturas arenosas coluviais, formadas por conglomerados de quartzo e sílex. Em se tratando da pedologia local, existem os latossolos do tipo vermelho-amarelo e os planossolos solódicos, ambos altamente permeáveis e lixiviados, sendo o primeiro mais fértil, com textura formada tanto por areia e argila, e o segundo mais profundo, poroso, melhor drenado, apresentando textura média.
Esses solos são cobertos tanto por espécies tanto do bioma da caatinga quanto do bioma da Mata Atlântica (floresta subcaducifólia), sendo o primeiro predominante, abrangendo 74% da área do município. Cortado pelo rio Araraí, Brejinho possui 69,39% do seu território inserido na bacia hidrográfica do rio Jacu e os 30,61% restantes na bacia do Trairi. A hidrografia local também é marcada pelos riachos do Boi, Cuité e São Bento e pelas lagoas da Carnaúba, dos Cavalos, Papuçu, do Peixe, Redonda e Seca.
O clima é semiárido, com chuvas concentradas no período de março a julho. De 1992 a 2006 e a partir de 2021, segundo dados da Empresa de Pesquisa Agropecuária do Rio Grande do Norte (EMPARN), o maior acumulado de chuva em 24 horas registrado em Brejinho atingiu 316,2 mm em 28 de novembro de 2023 (fora do período chuvoso), seguido por 165 mm em 3 de abril de 1997, 115,6 mm em 19 de março de 2023, 102,4 mm em 2 de julho de 2000 e 101 mm em 4 de julho de 2022. Desde julho de 2021, quando entrou em operação uma estação meteorológica automática da EMPARN na cidade, as temperaturas variaram de 18,9 °C em 8 de setembro de 2022 a 35,1 °C em 1° de março do mesmo ano.
| Dados climatológicos para Brejinho                                                              | Dados climatológicos para Brejinho | Dados climatológicos para Brejinho | Dados climatológicos para Brejinho | Dados climatológicos para Brejinho | Dados climatológicos para Brejinho | Dados climatológicos para Brejinho | Dados climatológicos para Brejinho | Dados climatológicos para Brejinho | Dados climatológicos para Brejinho | Dados climatológicos para Brejinho | Dados climatológicos para Brejinho | Dados climatológicos para Brejinho | Dados climatológicos para Brejinho |
| Mês                                                                                             | Jan                                | Fev                                | Mar                                | Abr                                | Mai                                | Jun                                | Jul                                | Ago                                | Set                                | Out                                | Nov                                | Dez                                | Ano                                |
| ----------------------------------------------------------------------------------------------- | ---------------------------------- | ---------------------------------- | ---------------------------------- | ---------------------------------- | ---------------------------------- | ---------------------------------- | ---------------------------------- | ---------------------------------- | ---------------------------------- | ---------------------------------- | ---------------------------------- | ---------------------------------- | ---------------------------------- |
| Temperatura máxima recorde (°C)                                                                 | 34,4                               | 34,5                               | 35,1                               | 34,9                               | 34                                 | 32,9                               | 32,6                               | 32,8                               | 33,7                               | 34,8                               | 34,2                               | 34,3                               | 35,1                               |
| Temperatura mínima recorde (°C)                                                                 | 20,4                               | 21,8                               | 21,3                               | 21,8                               | 21,1                               | 20,2                               | 19                                 | 19,1                               | 18,9                               | 20,1                               | 20,7                               | 21,4                               | 18,9                               |
| Precipitação (mm)                                                                               | 58,2                               | 63,7                               | 109,3                              | 111,5                              | 120                                | 184,1                              | 138,2                              | 58,6                               | 28                                 | 8                                  | 12,6                               | 12,2                               | 904,4                              |
| Fonte: EMPARN (médias de precipitação: 1992-2010; recordes de temperatura: 27/07/2021-presente) |                                    |                                    |                                    |                                    |                                    |                                    |                                    |                                    |                                    |                                    |                                    |                                    |                                    |

## Demografia
No último censo demográfico, Brejinho possuía uma população de 11 577 habitantes, com 50,1% do sexo masculino e 49,9% do sexo feminino, resultando em uma razão de sexo de 100,4, e 77,09% dos habitantes residindo na zona urbana. Em termos absolutos, era 50° município do Rio Grande do Norte em população e o 2 660° do Brasil, apresentando uma densidade demográfica de 188,06 hab/km², a quinta maior do estado e a segunda fora da Grande Natal depois de Passa-e-Fica. Quanto à faixa etária, 63,68% tinham entre 15 e 64 anos, 27,87% abaixo de quinze anos e 8,46% 65 anos ou mais.
Na pesquisa de autodeclaração do censo, 60,06% dos moradores eram pardos, 36,79% brancos, 2,82% pretos e 0,03% amarelos. Quanto à nacionalidade, todos os habitantes eram brasileiros natos, sendo 67,77% naturais do município (dos 95,4% nascidos no estado). Dentre os brasileiros naturais de outras unidades da federação, os estados com o maior percentual de residentes eram a Paraíba (2,43%), o Rio de Janeiro (0,77%) e Pernambuco (0,41%), havendo também pessoas nascidas em outros sete estados mais o Distrito Federal.
Ainda segundo o mesmo censo, 80,68% dos residentes eram católicos apostólicos romanos, 1,77% evangélicos e 5,67% declararam não seguir nenhuma religião. Outras denominações somavam 1,88%. Na Igreja Católica, Brejinho possui como padroeira Nossa Senhora das Dores, cuja paróquia foi criada em 21 de março de 2011 e dela também faz parte o município de Passagem. Também existiam alguns credos protestantes ou reformados, sendo a Assembleia de Deus a maior delas.
Brejinho possui um Índice de Desenvolvimento Humano (IDH-M) considerado baixo do Programa das Nações Unidas para o Desenvolvimento (PNUD). Segundo dados do relatório de 2013, com dados referentes a 2010, seu valor era 0,592, estando na 107ª posição a nível estadual e na 4 331ª colocação a nível nacional. Considerando-se apenas o índice de longevidade, seu valor é 0,722, o valor do índice de renda é 0,585 e o de educação 0,492. Em 2010, 65,08% da população viviam acima da linha de pobreza, 21,74% entre as linhas de indigência e de pobreza e 13,18% abaixo da linha de indigência. No mesmo ano, os 20% mais ricos acumulavam 54,07% do rendimento total municipal, enquanto os 20% mais pobres apenas 3,64%, sendo o índice de Gini, que mede a desigualdade social, igual a 0,503.